# 冯于九
冯于九（？—），中华人民共和国政治人物、外交官。
1965年，接替秦力真，担任中华人民共和国驻挪威大使。1967年，由郝德青接任。1969年，接替吕志先，担任中华人民共和国驻毛里塔尼亚大使。1973年，接替杨琪良，担任中华人民共和国驻尼日利亚大使。